# Hydrodehnhouder
Een hydrodehnhouder is een gereedschaphouder die middels hydraulische druk zorgt voor klemkracht op verspanend gereedschap.
Vaak wordt verspanend gereedschap, zoals een boor of schachtfrees, gespannen door middel van een spanschroef op het Weldonvlak, of met behulp van een spantang. Bij een hydrodehnhouder wordt het gereedschap geklemd door de olie die in de gereedschaphouder zit samen te persen.
Het voordeel van de hydraulische gereedschaphouder is tweedelig:
1. Men zorgt voor een zeer goede centrering, waardoor een goede rondloopnauwkeurigheid van het snijgereedschap ontstaat.
2. Door de olie ontstaat een trillingsdemping.

De hydrodehnhouder is vooral bedoeld bij verspanende gereedschappen waarbij een enkelzijdige belasting ontstaat, bijvoorbeeld bij het nafrezen, boren en/of ruimen.